# Ignatiy Nesterov
Ignatius Mikhailovich Nesterov (em russo, Игнатий Михайлович Нестеров - Tashkent, 20 de junho de 1983) é um futebolista uzbeque.

## Carreira
Iniciou a carreira em 2001, com 18 anos, no modesto Samarqand-Dinamo, onde ficou apenas um ano. Este tempo foi suficiente para que o clube que então dominava o futebol do Uzbequistão, o Pakhtakor, contratasse o goleiro, em 2002.
Depois de sete anos, Nesterov foi para o ascendente Bunyodkor, onde está até hoje.

## Seleção
Tendo estreado na Seleção Uzbeque em 2002, Nesterov sempre foi o reserva imediato do experiente Aleksey Polyakov, mas com a saída deste e com a entrada de Pavel Bugalo, ainda era considerado segunda alternativa.
Suas boas atuações com a camisa do Bunyodkor, além de barrar Bugalo da equipe titular, fizeram tambem com que Nesterov virasse também o dono do gol uzbeque, tornando-se um dos destaques dos Lobos brancos na Copa da Ásia de 2011.
Ele representou a Seleção Usbeque de Futebol na Copa da Ásia de 2015.